# EPA Larnaca
EPA Larnaca (Grieks: Ένωσις Πεζοπορικού Αμολ Λάρνακας, Enosis Pezoporikou Amol Larnakas) was een Cypriotische voetbalclub uit Larnaca.
De club werd in 1930 opgericht en was een stichtend lid van de voetbalcompetitie in 1934. De gouden periode was midden jaren 40 toen 2 keer op rij de dubbel werd binnen gehaald. Na de titel in 1970 mocht de club deelnemen aan de Griekse voetbalcompetitie (deze regel gold enkele jaren) maar na één seizoen degradeerde de club terug naar Cyprus. In totaal speelde de club 51 seizoenen in de hoogste klasse.
In 1994 fuseerde de club met Pezoporikos Larnaca en werd zo AEK Larnaca.

## Erelijst
- Landskampioen
  - 1945, 1946, 1970
- Beker van Cyprus
  - Winnaar: 1945 , 1946, 1950, 1953, 1955
  - Finalist: 1951, 1968, 1985
- Supercup
  - Winnaar: 1955
  - Finalist: 1951

## EPA in Europa
#R = #ronde, T/U = Thuis/Uit, W = Wedstrijd, PUC = punten UEFA coëfficiënten .
Uitslagen vanuit gezichtspunt EPA Larnaca 
| Seizoen | Competitie  | Ronde | Land                              | Club                     | Totaalscore | 1e W    | 2e W     | PUC |
| ------- | ----------- | ----- | --------------------------------- | ------------------------ | ----------- | ------- | -------- | --- |
| 1970/71 | Europacup I | 1R    | Vlag van Bondsrepubliek Duitsland | Borussia Mönchengladbach | 0-16        | 0-6 (T) | 0-10 (U) | 0.0 |
| 1972/73 | UEFA Cup    | 1R    | Vlag van Sovjet-Unie              | Ararat Jerevan           | 0-2         | 0-1 (T) | 0-1 (U)  | 0.0 |
| 1987/88 | UEFA Cup    | 1R    | Vlag van Roemenië (1965-1989)     | Victoria Boekarest       | 0-4         | 0-1 (T) | 0-3 (U)  | 0.0 |